# Амелькин, Виктор Александрович
Виктор Александрович Амелькин (1959) — советский футболист, вратарь. Выступал за клубы: «Турбина» (Набережные Челны), «Рубин» (Казань), «Янгиер», «Скат-5с» (Елабуга) и «Газовик» (Ижевск).
В 1968—1972 годах проходил службу в армии в составе спортроты при клубе СКА (Хабаровск), но составить конкуренцию действующим вратарям (Кожемяко, Прохорович, Акуленко) не смог.
В 1973 пришёл в созданную команду «Турбина» (Набережные Челны), в которой провёл все сезоны, за исключением 1986 года, и более 300 матчей на уровне команд мастеров и получил звание мастер спорта СССР по футболу.
В 1986 году играл за «Рубин» (Казань). В 1991 году был играющим тренером в команде «Газовик» (Ижевск).
В 1992 году выступал за «Скат-5с» (Елабуга) и играл против Леонида Слуцкого.
После завершения карьеры — детский тренер.

## Достижения
Первенство Татарской АССР
- Чемпион (2): 1973, 1976

Кубок Татарской АССР
- Обладатель: 1973
- Финалист (3): 1974, 1975, 1976

Кубок Приволжских областей (КФК)
- Обладатель (2): 1974, 1975

## Клубная статистика
| Выступление                | Выступление      | Выступление      | Лига | Лига | Кубок | Кубок | Итого | Итого |
| Клуб                       | Лига             | Сезон            | Игры | Голы | Игры  | Голы  | Игры  | Голы  |
| -------------------------- | ---------------- | ---------------- | ---- | ---- | ----- | ----- | ----- | ----- |
| Турбина (Набережные Челны) | Д3               | 1977             | 39   | -    | —     | —     | 39    | 0     |
| Турбина (Набережные Челны) | Д3               | 1978             | 44   | -    | —     | —     | 44    | 0     |
| Турбина (Набережные Челны) | Д3               | 1979             | 40   | -    | —     | —     | 40    | 0     |
| Турбина (Набережные Челны) | Д3               | 1980             | 34   | -34  | —     | —     | 34    | -34   |
| Турбина (Набережные Челны) | Д3               | 1981             | 32   | -    | —     | —     | 32    | 0     |
| Турбина (Набережные Челны) | Д3               | 1982             | 31   | -    | —     | —     | 31    | 0     |
| Турбина (Набережные Челны) | Д3               | 1983             | 28   | -    | 1     | -3    | 29    | -3    |
| Турбина (Набережные Челны) | Д3               | 1984             | 32   | -    | —     | —     | 32    | 0     |
| Турбина (Набережные Челны) | Д3               | 1985             | 24   | -    | —     | —     | 24    | 0     |
| Турбина (Набережные Челны) | Д3               | 1987             | 20   | -    | —     | —     | 20    | 0     |
| Турбина (Набережные Челны) | Итого            | Итого            | 324  | -34  | 1     | -3    | 325   | -37   |
| Рубин (Казань)             | Д3               | 1986             | 23   | -24  | —     | —     | 23    | -24   |
| Рубин (Казань)             | Итого            | Итого            | 23   | -24  | —     | —     | 23    | -24   |
| Янгиер                     | Д3               | 1988             | —    | —    | —     | —     | 0     | 0     |
| Янгиер                     | Д3               | 1989             | 16   | -    | —     | —     | 16    | 0     |
| Янгиер                     | Итого            | Итого            | 16   | -    | —     | —     | 16    | 0     |
| Скат-5с (Елабуга)          | Д3               | 1992             | 3    | -    | 2     | -1    | 5     | -1    |
| Скат-5с (Елабуга)          | Итого            | Итого            | 3    | -    | 2     | -1    | 5     | -1    |
| Газовик (Ижевск)           | Д3               | 1993             | 2    | -5   | —     | —     | 2     | -5    |
| Газовик (Ижевск)           | Итого            | Итого            | 2    | -5   | —     | —     | 2     | -5    |
| Всего за карьеру           | Всего за карьеру | Всего за карьеру | 361  | -63  | 3     | -4    | 364   | -67   |